# Харалампи Попов
Харалампи Ив. Попов или Попев е български просветен деец и революционер, деец на Вътрешната македоно-одринска революционна организация.

## Биография
Харалампи Попов е роден в прилепското село Беловодица или в град Прилеп в 1881 година. В 1899 година завършва с четиринадесетия випуск Солунската българска мъжка гимназия. В Солун става член на ВМОРО. Завръща се в Прилеп заедно със съучениците си Михаил Небреклиев, Илия Кепев и Михаил Копанов, но тъй като е революционен деец, за разлика от тях не е назначен в прилепските училища от ръководството на общината в лицето на Крапчев Самарджиев и през учебната 1899/1900 година стои без работа. На следната 1900/1901 година е назначен за учител в българското класно училище в Дойран. След края на учебната година обаче е уволнен от Дойран за революционна дейност и се прибира в Прилеп, където е новото църковно-училищно ръководство, близко до ВМОРО, го назначава за учител.
В 1908 година завършва химия в Загребския университет.
През септември 1910 година в града властите арестуват над 70 български първенци по време на обезоръжителната акция на младотурците. Задържани са Петър Ацев, Михаил Попев, Георги Небрежанец, Милан Кафеджия, братя Раеви, Алекси Колищърков, учителят Харалампи Попов, свещениците Иван Попаламов, Георги Шивачев, Михаил Смичков, Димитър Янчулев и други.
След избухването на Междусъюзническата война през юни 1913 г., на 18 юни е арестуван заедно с другите български прилепски учители, свещеници и първенци. Освободен е от затвора заедно с Георги Палисламов, но на 15 юли двамата заедно с всички учители, отказали да подпишат декларации, че са сърби, общо 179 души, са отново арестувани и след престой в затвора, екстернирани в България.
Убите от сръбските власти в 1925 година на прохода Плетвар.